# 向上
| ウィキペディアには「向上」という見出しの百科事典記事はありません（タイトルに「向上」を含むページの一覧/「向上」で始まるページの一覧）。 代わりにウィクショナリーのページ「向上」が役に立つかもしれません。 |